# Paraphalaenopsis denevei
Paraphalaenopsis denevei är en orkidéart som först beskrevs av Johannes Jacobus Smith, och fick sitt nu gällande namn av Alex Drum Hawkes. Paraphalaenopsis denevei ingår i släktet Paraphalaenopsis och familjen orkidéer. Inga underarter finns listade i Catalogue of Life.